# III/5 dywizjon myśliwski
III/5 dywizjon myśliwski –III dywizjon myśliwski 5 pułku lotniczego (III/5 dm) – pododdział lotnictwa myśliwskiego Wojska Polskiego w II Rzeczypospolitej.
Dywizjon sformowany został w 1937 w składzie 5 pułku lotniczym. Stacjonował w Wilnie.

W kampanii wrześniowej 1939 dowództwo dywizjonu razem ze 152 eskadrą myśliwską walczyło w składzie Armii „Modlin”, natomiast 151 eskadra myśliwska działała w składzie Samodzielnej Grupy Operacyjnej „Narew”.

## Formowanie i szkolenie
Rozkaz Ministerstwa Spraw Wojskowych DDO L. dz. 4359 z 19 lipca 1937 roku nakazał powołanie w 5 pułku lotniczym  dwueskadrowego dywizjonu myśliwskiego na lotnisku Porubanek.
Na podstawie rozkazu L. 2007/tjn. II-1 MSWojsk. z 9 października 1937 rozformowano w Toruniu 143 eskadrę myśliwską. Na jej bazie rozpoczęto organizację III/5 dywizjonu myśliwskiego. Pierwszy rozkaz dzienny dywizjonu  ukazał się 23 listopada 1937.
Jeszcze w październiku nastąpiła przeprowadzka kadry byłej 143 eskadry do Wilna. Przeniesienia realizowane były o zasadę dobrowolności. W ramach dywizjonu utworzono dwie eskadry. Były to 151 eskadra myśliwska i 152 eskadra myśliwska. Personel lotniczy, oprócz lotników  byłej 143 eskadry, składał się z absolwentów Szkoły Podchorążych Lotnictwa w Dęblinie i Wyższego Kursu Pilotażu w Grudziądzu. Personel techniczny pochodził w części ze 143 em i z nadetatowych mechaników 5 pułku lotniczego. Żołnierze służby zasadniczej z najmłodszego rocznika zostali przeniesieni do Wilna, zaś najstarsze roczniki z rozwiązanej 143 eskadry pozostały w Toruniu.
Zgodnie z etatem dywizjon otrzymał na swoje wyposażenie 22 myśliwce – 10 PZL P.7a dla 151 em, 10 PZL P.11c dla 152 em i 2 samoloty dla dowództwa dywizjonu.
Zimą 1937/1938 powadzono szkolenie teoretyczne, a jeśli dopisywała pogoda, lotnicy wykonywali loty treningowe. Do kwietnia nie prowadzono strzelań na PZL P.11. Osiem samolotów 152 eskadry nie posiadało uzbrojenia. Producent karabinów maszynowych spóźniał się z ich dostawą. Wiosenna inspekcja dywizjonu wykazała, że samoloty PZL P.7a są tak zużyte, że nie nadają się do prowadzenia walk powietrznych w czasie wojny.
W marcu Polska wystosowała ultimatum wobec Litwy, żądając nawiązania stosunków dyplomatycznych. Swoje żądania  poparła demonstracją militarną. Jej częścią była koncentracja eskadr myśliwskich i liniowych prawie wszystkich pułków lotniczych w Wilnie. 17 marca, zgromadzone w Porubanku samoloty 111., 112., 151. i 152 eskadry myśliwskiej  wykonały demonstracyjny lot wzdłuż granicy polsko-litewskiej na odcinku Święciany–Druskienniki. Na czele formacji leciał mjr pil. Edward Więckowski ze swoim dywizjonem, a za nim III/1 dywizjon myśliwski z Warszawy. Lot odbył się na wysokości 1000 m. Nie wolno było pod żadnym pozorem przekraczać granicy litewskiej.
W sierpniu 1938 dywizjon odbył szkołę ognia na poligonie Pohulanka. We wrześniu wziął udział w wielkich manewrach wojsk lotniczych na Wołyniu. Ćwiczenia zakończyły się defiladą w Łucku przed głównym Inspektorem Sił Zbrojnych, marszałkiem Edwardem Rydzem-Śmigłym.
w listopadzie 1938 odbyły się w Toruniu Centralne Zawody Lotnictwa Myśliwskiego. Ekipa wileńskiego dywizjonu zajęła na nich zespołowo pierwsze miejsce. Skład zwycięskiej ekipy stanowili: ppor. pil. Anatol Piotrowski, kpr. pil. Stanisław Brzeski i ppor. pil. Zygmunt Kinel. W czasie jednej z konkursowych walk powietrznych kpr. pil. Stanisław Brzeski pokonał kpt. pil. Antoniego Wczelika z krakowskiego III/2 dywizjonu myśliwskiego. Kapitan Wczelik, aby nie dać sfotografować swojej PZL-ki na fotokaemie kpr. Brzeskiego, zszedł poniżej minimalnej bezpiecznej wysokości, którą określał regulamin treningowych walk powietrznych.

Kpr. pil. Stanisław Brzeski tak opisał tę sytuację.: 

Kpt. Brzezina pamiętał mnie z zawodów myśliwskich w 1938 roku, bo był przewodniczącym Komisji Sędziowskiej, szczególnie, że ja i kpt. Wczelik mieliśmy walkę powietrzną i kpt. Wczelik nie mógł się pogodzić, że kpr. Brzeski sprał mu skórę. Po walce, normalnie młodszy stopniem pilot szedł do starszego, salutował i razem szło się do stolika, gdzie siedział przewodniczący Komisji Sędziowskiej i kpt. Brzezina zapytał się Wczelika, co on sądzi o naszej walce? Wczelik powiedział, że początkowo to była równowaga, a pod koniec, to on nawet zrobił dobre zdjęcia. Wobec tego przerwałem walkę, bo on uciekając, zeszedł poniżej regulaminowej wysokości. Ja, na pytanie kpt. Brzeziny, co sądzę, powiedziałem (nie chcąc ambarasować Wczelika), że wolę poczekać na orzeczenie Komisji. Kilka dni potem, jak się zawody skończyły, płk Stachoń odczytał wyniki poszczególnych walk, strzelań, akrobacji itp. i kiedy przyznano mi tę walkę, kpt. Wczelik skoczył na nogi protestując. Kpt. Brzezina zwrócił mu uwagę, że regulamin zawodów mówi, iż orzeczenia Komisji Sędziowskiej nie podlegają kwestionowaniu. To był jedyny protest i kpt. Wczelik nie był za to zbyt popularny.

Wiosną 1939 nasiliły się loty niemieckich samolotów rozpoznawczych Dornier Do 17 w polskiej przestrzeni powietrznej. Dywizjon wystawił klucz alarmowy złożony z pilotów PZL P.11 w celu przechwytywania  niemieckich maszyn. Mimo kilku startów alarmowych, pilotom 152 eskadry nie udało się nigdy przechwycić Dornierów.
W końcu czerwca 1939 do jednostki przybyła grupa pilotów, absolwentów SPL w Dęblinie, Szkoły Podoficerskiej Lotnictwa dla Małoletnich w Krośnie oraz podchorążych rezerwy. W dywizjonie mieli odbyć praktykę i przerobić program wyszkolenia myśliwskiego. Program przewidywał loty bez widoczności, loty w szyku, treningowe walki powietrzne, strzelanie do rękawa „H” itd. Większość z nowo przybyłych lotników przydzielono do 151 eskadry myśliwskiej. Część była również szkolona na PZL P.11c w 152 eskadrze. Nie wszyscy lotnicy ukończyli pełny program szkolenia myśliwskiego. Dlatego też dowódcy eskadr nie wysyłali ich na loty bojowe w czasie walk we wrześniu 1939. W końcu lipca do jednostki przydzielono na praktykę dwóch kolejnych podchorążych pilotów ostatniego rocznika Szkoły Podchorążych Lotnictwa w Dęblinie.
Etatowi lotnicy dywizjonu również odbywali ćwiczenia w powietrzu w zmniejszonej liczbie godzin. Liczba lotów w stosunku do poprzedniego roku spadła ze względu na ograniczone środki finansowe. Dowództwo chciało również w ten sposób oszczędzić silniki samolotów. Latem 1939 lotnicy dywizjonu odbyli ostatnią szkołę ognia na poligonie Pohulanka.
W sierpniu liczba lotów jeszcze bardziej spadła z powodu braku paliwa. Tuż przed wybuchem wojny w trzech samolotach PZL P.7 151 eskadry wymieniono przestarzałe i zacinające się karabiny maszynowe Vickers E na karabiny maszynowe PWU wz. 33. Na lotnisku wykopano rowy przeciwlotnicze. Tok szkolenia oraz letnie urlopy przerwała ogłoszona 24 sierpnia 1939 o 4.30 mobilizacja lotnictwa.

## Mobilizacja i przegrupowanie w strefę działań
Mobilizacja dywizjonu została przeprowadzona na macierzystym lotnisku Porubanek.
Major Edward Więckowski  tak opisał mobilizację swojej jednostki: 

Mobilizacja dla III/5 plotn rozpoczęła się w Wilnie na lotnisku Porubanek. Alarm został zarządzony 24 VIII 1939 o godz. 4.30, natomiast zarządzeń do mobilizacji dywizjon nie otrzymał. Na interwencję moją u d-cy  D.O. Woj. Wilno została zarządzona mob. dla III/5 plotn dnia 24.VIII. o 9.30. Brak było zarządzeń Mob. z D.O.K. III dla III/5 p. lotn. (najprawdopodobniej przez przeoczenie w Mob. D.O.K. III). Po otrzymaniu rozkazu dla mobilizacji wydałem d-com 151. esk., 152. esk., 53. esk. i pododdziałowi portowemu rozkaz Mob. naznaczając godzinę godzinę 10.30. Eskadry przystąpiły do Mob. w myśl elaboratu Mob. Rzuty powietrzne odeszły na lotniska alarmowe w czasie przewidzianym w elaboracie t. j. w ciągu jednej godziny. Rzuty kołowe zostały formowane przez d-ców eskadr i osiągnęły nakazane czasy elaboratem Mob. Trudności w mobilizacji pododdziały nie miały żadnych. Dnia 25 VIII dywizjon III/5 plotn osiągnął w całości gotowość bojową na lotnisku alarmowym w m. Jaszuny ...

Po ogłoszeniu mobilizacji zaczęto ściągać personel lotniczy i techniczny z kwater. Technicy załadowali amunicję oraz zatankowali samoloty. Jeszcze 24 sierpnia eskadry dywizjony odleciały na lotnisko Jaszuny.
Lądując na lotnisku alarmowym, dowódca dywizjonu wyłamał lewą goleń podwozia w swoim samolocie PZL P.11c. Maszyna została odesłana do Wilna celem naprawy. W tym samym czasie samolot oficera taktycznego poddany był przeglądowi okresowemu realizowanemu w parku 5 pułku lotniczego. Oba samoloty nie dotarły już do dywizjonu.
Plan wojny z Niemcami przewidywał rozdzielenie eskadr  III/5 dywizjonu. 151 eskadra myśliwska została podporządkowana Samodzielnej Grupie Operacyjnej „Narew”, a 152 eskadra myśliwska wraz z dowództwem dywizjonu weszła w skład Armii „Modlin”. Nocą z 26/27 sierpnia rzut kołowy 151 eskadry wyruszył koleją ze stacji Porubanek w stronę Łomży na lotnisko polowe Biel. 27 sierpnia, dowodzony przez por. pil. Kazimierza Wolińskiego, rzut kołowy dywizjonu, także koleją odjechał do Jabłonny. Po rozładowaniu, samochody przewiozły ludzi i sprzęt na lotnisko polowe koło Szpondowa. Wraz z rzutami kołowymi jechała nadwyżka pilotów.
31 sierpnia rzuty powietrzne wystartowały z Jaszun.  Dziesięć PZL P.7a ze 151 eskadry myśliwskiej poleciało na rozdzielcze lotnisko Milewko, skąd po południu piloci wystartowali na lądowisko Biel. Po przelocie dowódca eskadry  por. pil. Józef Brzeziński udał się do sztabu SGO „Narew”, gdzie zameldował się u dowódcy lotnictwa ppłk. pil. Stanisława Nazarkiewicza.

W tym czasie rzut powietrzny 152 eskadry z Jaszun odleciał na lotnisku mokotowskie. Tam przez dłuższy czas oczekiwał na dalsze rozkazy.
Dowódca dywizjonu tak wspominał:

Wylądowaliśmy na Polu Mokotowskim. Nad Warszawą panował zupełny spokój. Nie latały ani samoloty komunikacyjne, ani sportowe. Hangary zostały pozamykane. Bojowe jednostki pułku warszawskiego odeszły na swe lądowiska operacyjne. Podbiegł do mnie oficer łącznikowy: „Proszę natychmiast zarządzić uzupełnienie paliwa. Piloci mają nie oddalać się od maszyn. Co będzie dalej, nie wiem. Dla dywizjonu pana majora koperty dotychczas nie otrzymałem. Ma pan tu czekać na dalsze rozkazy”. Nic więcej się od niego nie dowiedziałem. Przygodni znajomi oficerowie też nie potrafili mi wyjaśnić, czemu to tylko moja jednostka od razu nie odlatuje na swe stanowisko bojowe. Na co właściwie czeka? Dopiero wieczorem, w Modlinie dowiedziałem się, dlaczego tak się stało. Już po zatwierdzeniu przez Śmigłego ogólnego planu operacyjnego nastąpiła nagła zmiana właśnie w stosunku do III/5 p.lotn. (...) Minęło południe, a żadne rozkazy wciąż nie przychodziły. Byliśmy wściekli i głodni. Na szczęście moja żona przebywała w tym czasie u rodziców w Warszawie. Zlitowała się nad nami i przyniosła na lotnisko kosz z jedzeniem. Dopiero po południu otrzymałem zalakowaną kopertę (...)152 eskadra kapitana Łazoryka na P-11 odchodzi do Armii „Modlin”, na lądowisko Szpondowo pod Płońskiem (...)Pobiegliśmy do samolotów i natychmiast wystartowaliśmy. Aby tylko zdążyć przed zmierzchem.

W Szpondowie czekał już na pilotów personel naziemny eskadry przybyły tam transportem kolejowym. Bezpośrednio po wylądowaniu dowódca dywizjonu z dowódcą 152 eskadry udali się do dowódcy lotnictwa Armii „Modlin” pułkownika Tadeusza Praussa. Przebieg wizyty w Dowództwie Lotnictwa Armii „Modlin” i otrzymane rozkazy opisuje dowódca dywizjonu:

Dnia 31 VIII zameldowałem się u d-cy lotn. armii płk. pil. Praussa gdzie otrzymałem rozkaz do działań wojennych na dzień 1 IX 1939  po czym  klucz dowództwa dywizjonu + 152. esk. myśl. otrzymała nazwę „III/5 dywizjon myśliwski”. Rozkaz przewidywał obronę m. Modlin przed bombardowaniem.

Głównym zadaniem 152 eskadry była osłona ugrupowania Armii „Modlin” w trójkącie Modlin–Nasielsk–Płońsk przed rozpoznaniem lotniczym nieprzyjaciela. Wydając ten rozkaz dla eskadry, płk Tadeusz Prauss powiedział mjr pil. Edwardowi Więckowskiemu: Twoją sto pięćdziesiątą drugą eskadrę umieszczono specjalnie tak blisko frontu, aby przepędzała tylko pojedyncze samoloty zwiadowcze. Masz więc stosunkowo łatwe zadanie. Będziecie zapewne walczyć z „Henschalami – sto dwadzieścia sześć”. Z tablic nadesłanych nam przez „dwójkę” wynika, że to maszyny niezbyt szybkie, dość słabo uzbrojone.

## Walki dywizjonu w kampanii wrześniowej

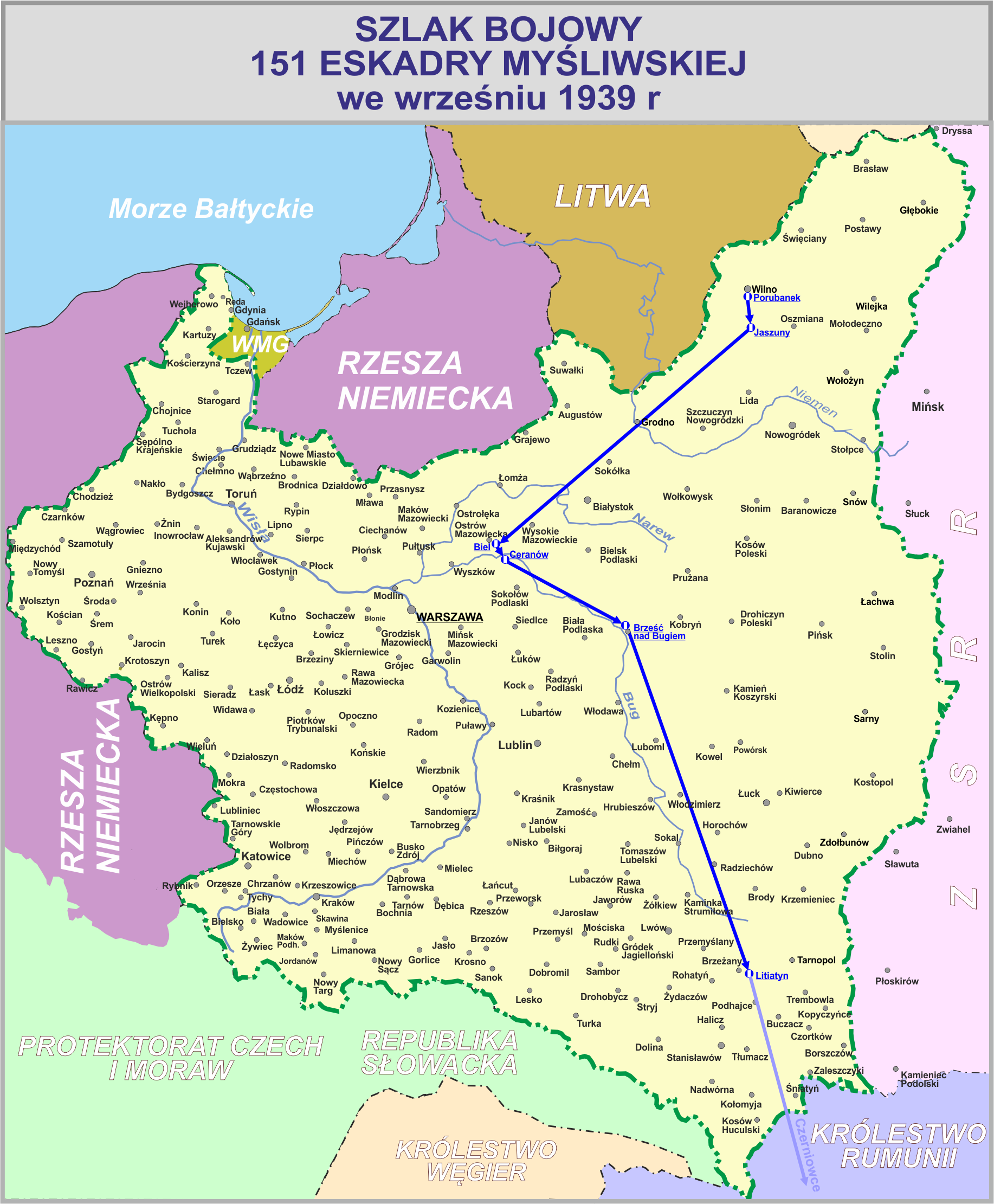
Działania 151 eskadry
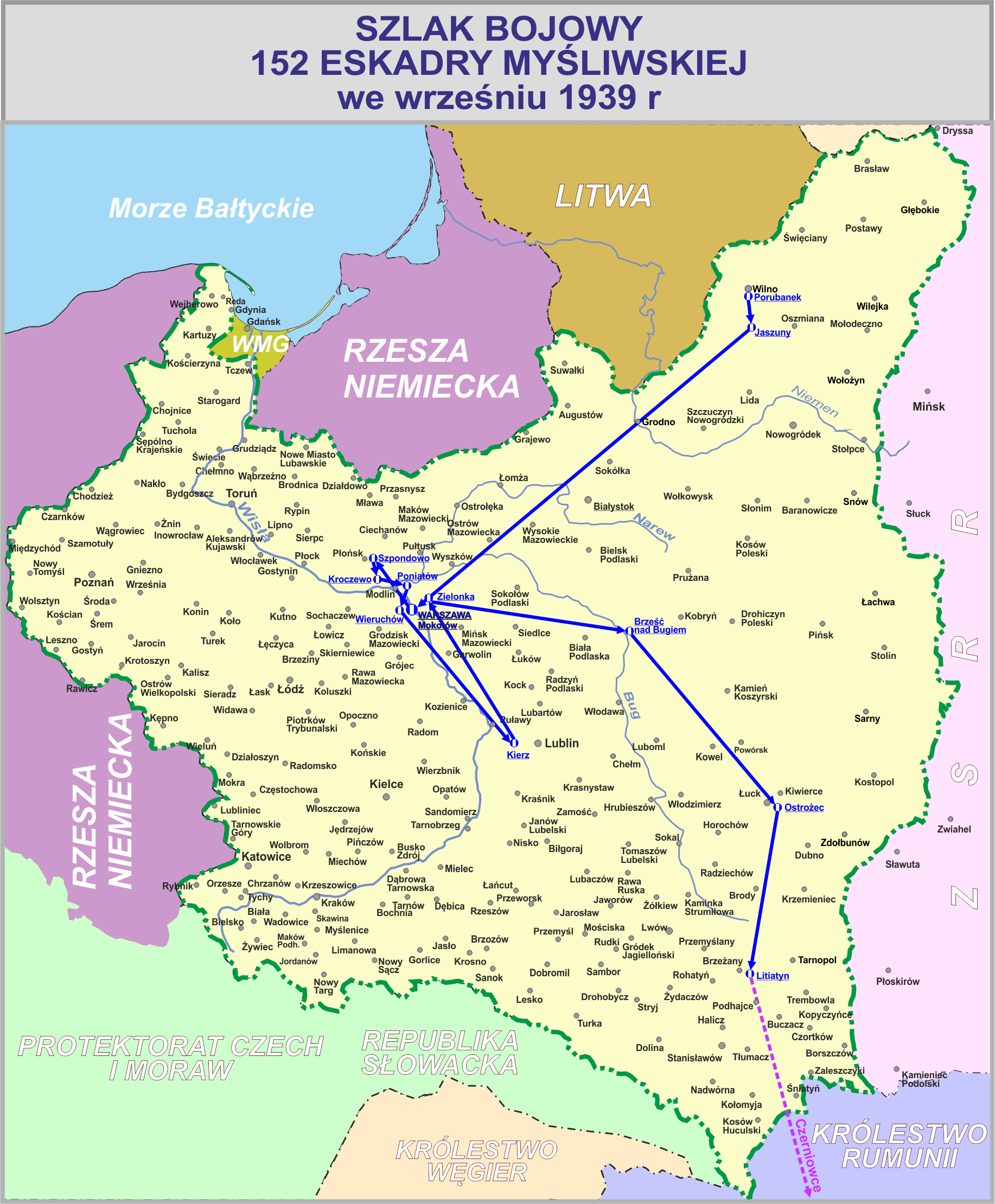
Działania 152 eskadry

W kampanii wrześniowej 1939 dowództwo dywizjonu razem ze 152 eskadrą myśliwską walczyło w składzie Armii „Modlin”, operując z lotniska polowego w miejscowości Szpondowo, natomiast 151 eskadra myśliwska w składzie Samodzielnej Grupy Operacyjnej „Narew” operując początkowo z lotniska polowego w miejscowości Biel.

## Obsada personalna dywizjonu
Obsada z 1 września 1939
- dowódca dywizjonu - mjr pil. Edward Więckowski
- oficer taktyczny - por. pil. Kazimierz Woliński
- oficer techniczny - ppor. techn. Ignacy Pluciński
- lekarz - ppor. dr Alfred Kramer
- dowódca 151 eskadry myśliwskiej – por. pil. Józef Brzeziński
- dowódca 152 eskadry myśliwskiej – kpt. pil. Włodzimierz Łazoryk

## Samoloty dywizjonu
Razem III/5 dywizjon myśliwski wystawił do działań wojennych 20 samolotów myśliwskich:
- 9 PZL P.11c w tym siedem z radiostacją, 1 PZL P.11a, 1 RWD-8  w 152 eskadrze myśliwskiej;
- 10 PZL P.7a w 151 eskadrze myśliwskiej.

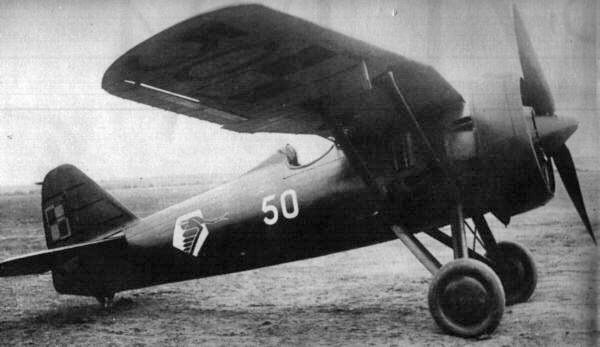
PZL P.7 a (151 em)
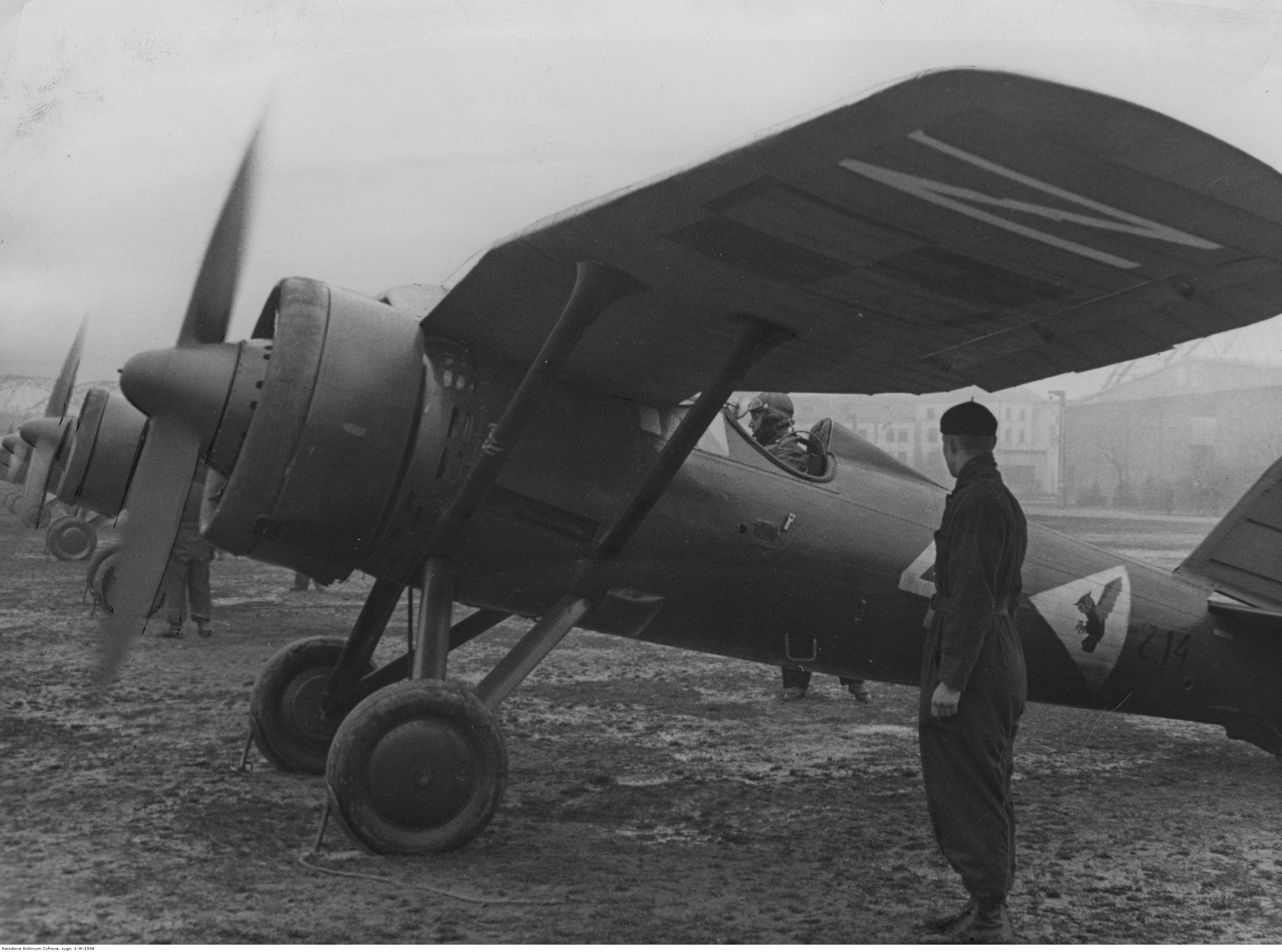
PZL P.11 a (152 em)
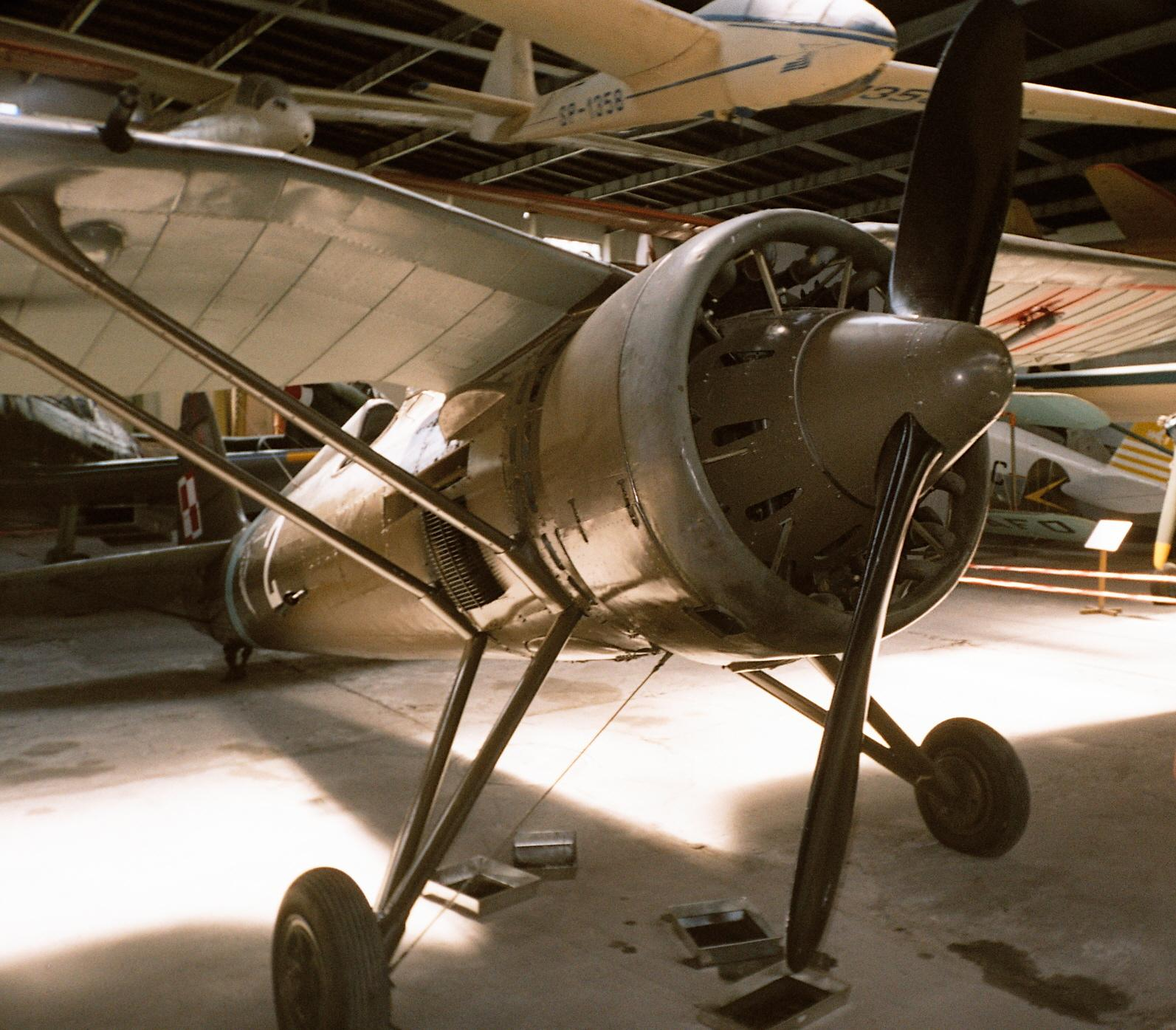
PZL P.11 c (152 em)
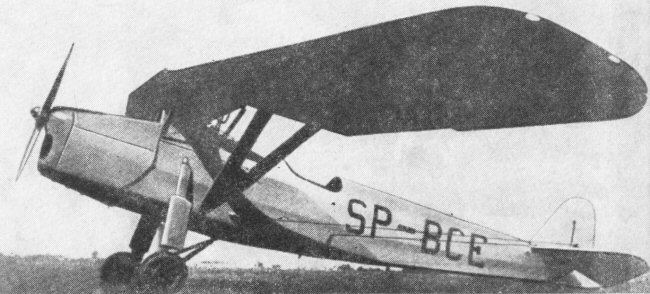
RWD-8 (łącznikowy)

## Tradycje i upamiętnienie
- Tradycje wileńskiego III/5 dywizjonu myśliwskiego kontynuował w Polskich Siłach Powietrznych 317 dywizjon myśliwski „Wileński”[6]. Odznaka 317 dywizjonu była identyczna z godłem 152 eskadry i przedstawiała atakującego kondora na białej tarczy w formie równoramiennego krzyża[24]